# Risalat Al Ghoufran
Risalat Al Ghoufran ou l'Épitre du Pardon est une œuvre littéraire d'Abou al-Alaa al-Maari, un poète et philosophe de l'ère abbasside (363 AH - 449 AH) (973 - 1057 après J.-C.). Elle est considérée comme l'une des plus belles œuvres en prose écrite par al-Maari. Cette lettre décrit les conditions du Paradis et de l'Enfer, ainsi que les personnages qui y résident. Il est dit que Dante Alighieri, l'auteur de l'épopée poétique La Divine Comédie, s'est inspiré d'Abou al-Alaa pour l'idée et le contenu de son œuvre.
Abdel Fattah Kilito a écrit que La Lettre du Pardon n'était pas célèbre à l'époque d'al-Maari et que ses contemporains ne lui avaient pas accordé une grande attention, ne la considérant pas comme différente de ses autres lettres, telles que La Lettre des Anges ou La Lettre du Funéraire. Au XXe siècle, l'œuvre d'al-Maari a gagné en popularité et en diffusion grâce à Dante, car La Lettre du Pardon a été reconnue comme l'une des sources ayant nourri La Divine Comédie.
Risalat Al Ghoufran a été imprimée plusieurs fois, notamment dans une édition en arabe annotée par la docteure Aïcha Abdel Rahman, qui l'a accompagnée d'une étude approfondie, ainsi que d'une analyse de La Lettre d'Ibn al-Qarih, considérée comme la clé pour comprendre l'oeuvre d'al-Maari.

## Traduction
L'œuvre est traduit en francais par Vincent-Mansour Monteil.